# Siemens Nixdorf
Siemens Nixdorf Informationssysteme, AG (SNI) (вимовляється: Сіменс Ніксдорф Інформаціонсзюстеме) — німецька компанія, створена в 1990 році шляхом злиття компаній Nixdorf Computer AG і підрозділу Data Information Services (DIS) компанії Siemens AG. Вона працювала, як незалежна дочірня компанія, SNI була найбільшою IT-компанією в Європі, до 1999 року, коли в результаті реорганізації Siemens AG була розділена на три компанії: Fujitsu Siemens Computers, Wincor Nixdorf AG (до літа 2016 р.), з літа 2016 р. об'єдналася в Diebold-Nixdorf (системи POS та банківські технології) і Siemens Business Services.

## Історія
1 жовтня 1990 року компанія Siemens придбала більшість акцій Nixdorf і об'єднала Nixdorf Computer AG (Падерборн) з підрозділом Data Information Services (DIS) Siemens AG (Аугсбург і Мюнхен), утворивши Siemens Nixdorf Informationssysteme AG (SNI). У 1992 році Siemens збільшив свою частку в SNI до 100 відсотків і включив її до складу Siemens AG. Після скорочення з втратою кількох тисяч робочих місць у Падерборні та двох заводів в Аугсбургу на початку 1990-х років, SNI змогла стати найбільшою інформаційною компанією в Європі приблизно з середини десятиліття. У 1995 році бізнес з надання послуг та рішень у сфері інформаційних технологій та телекомунікацій був відокремлений від SNI й разом з частинами Siemens AG був переданий компанії Siemens Business Services GmbH (SBS), яка на той час базувалася в Падерборні та Мюнхені.
1 жовтня 1998 року SNI була ліквідована як акціонерне товариство з обмеженою відповідальністю і повністю інтегрована в Siemens AG, а інші частини перейшли до SBS. Найменування Siemens Nixdorf проіснувала ще рік у вигляді Siemens Nixdorf Banking and Retail Systems GmbH.
Підрозділ персональних комп'ютерів був об'єднаний з компанією Fujitsu у спільне підприємство Fujitsu Siemens Computers GmbH, розташоване в Мюнхені, в якому обидві компанії мали по 50 відсотків акцій. 1 квітня 2009 року Siemens продала свою частку в Fujitsu. З того часу компанія продає продукцію по всьому світу під торговою маркою Fujitsu, об'єднавши компанії FSC (США), FSC (EMEA) та FJ (Азія) у Fujitsu Technology Solutions (FTS).